# Smaïn Mahroug
Smaïl Mahroug, né le 21 octobre 1926 au village de Beni Achache à Beni Ourtilane  (Algérie) et mort le 11 janvier 2006 dans le 4ème arrondissement de Paris, est un haut fonctionnaire et ancien ministre des Finances algérien.

## Parcours
Après l'école primaire à Beni Achache Beni Ourtilane son village natal, Il fréquenta le collège des Pères Blancs d’Aït Larbaa, un village d'Aït-Yenni, et avait comme camarade Mohammed Arkoun .
Il a été directeur de la planification au ministère de l'Économie du Royaume du Maroc entre 1953 et 1962.
En 1962, il est nommé au sein de l'exécutif provisoire, directeur du Comité National pour la Coopération Technique.
En 1963, il est nommé comme conseiller à la présidence du conseil auprès d'Ahmed Ben Bella, puis au conseil d'administration de la banque centrale d'Algérie et enfin Pdg de la Caisse Algérienne de Développement.
En 1964 il est nommé directeur général des finances et du plan à la présidence de la République.
En 1967 il est nommé comme membre du conseil supérieur aux hydrocarbures, des mines et de la chimie.
Il a été ministre des Finances durant 5 ans entre 1970 et 1976 dans le gouvernement Boumédiène III.
Il est président du conseil d'administration de l'Union Méditerranéenne de Banque à Paris entre 1976 et 1986.

## Vie privée
C'était un des rares hauts dirigeants catholiques après l'indépendance de l'Algérie.